# 尻羽岬

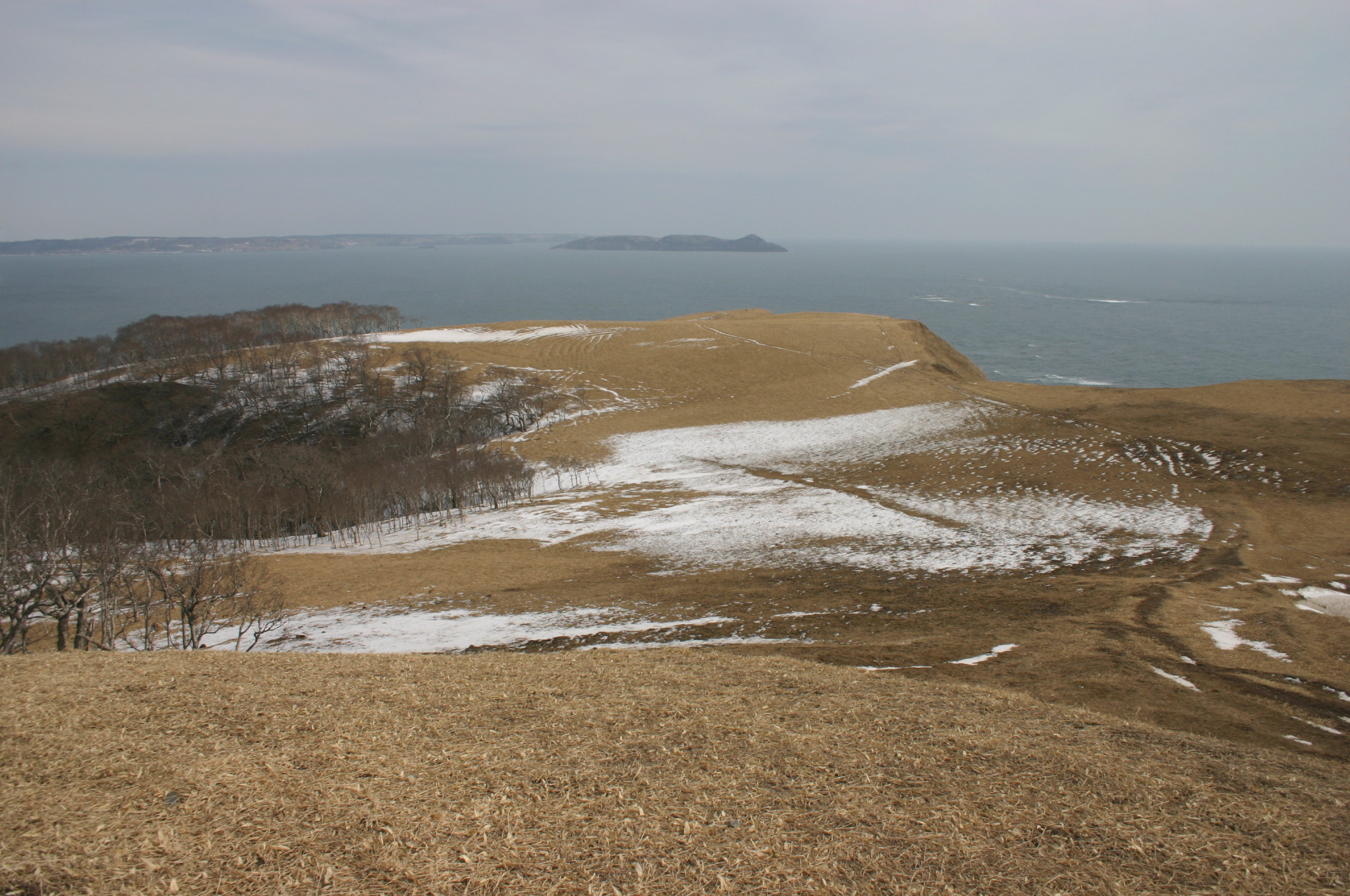
尻羽岬

尻羽岬（しれぱみさき）は、北海道釧路総合振興局釧路町にある岬である。一帯は厚岸霧多布昆布森国定公園に指定されている。釧路町の最東端に位置する。

## 概要
昆布森から尻羽岬にかけては海食崖が連続する海岸段丘となっており、その最東端に位置するのが当岬である。先端部の崖下には鳥居が建てられた帆掛岩が存在する。正面に見えるのが大黒島である。
アヤメの群生地が広がっている。また、ゼニガタアザラシやラッコを見ることができる。

## 地名の由来
アイヌ語で「地の頭の出ている岬」を意味するシレパに由来する。